# Nejc Omladič

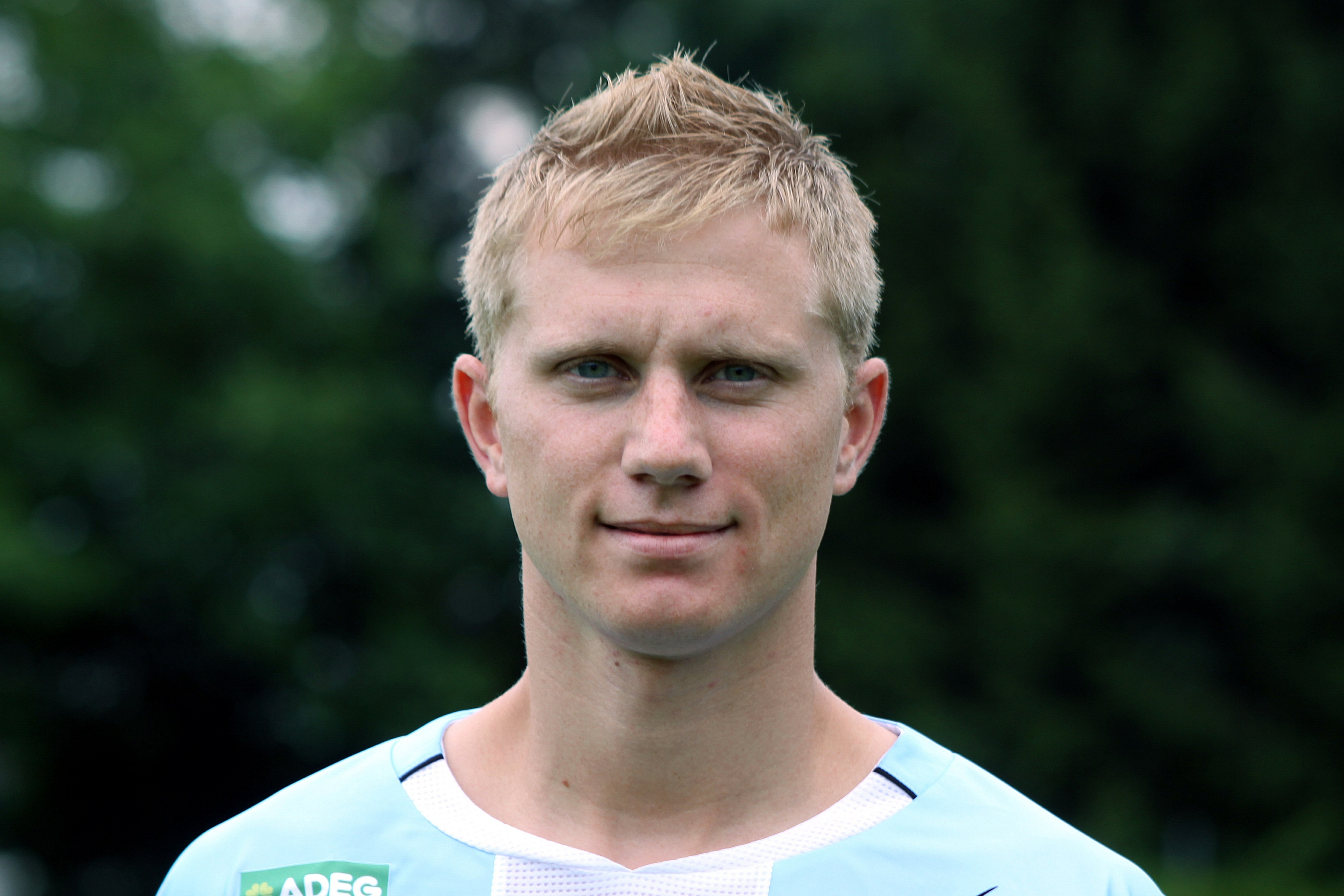
Nejc Omladič

Nejc Omladič (* 7. Mai 1984) ist ein slowenischer Fußballspieler.

## Karriere
Der 181 Zentimeter große Mittelfeldspieler machte seine ersten Schritte im Erwachsenenbereich beim slowenischen Verein NK Šmartno, ehe er im Juni 2004 zum ND Mura 05 wechselte. Im Juni 2005 wechselte Omladič zum NK Rudar Velenje.
Am 2. August 2006 wechselte Omladič nach Österreich, wo er beim UFC Fehring unterschrieb. Für den steirischen Landesligisten bestritt er 59 Spiele, in denen er 24 Treffer erzielte. Dadurch aufmerksam geworden, wurde Omladič am 15. Juni 2008 vom TSV Hartberg unter Vertrag genommen. Auch dort konnte er sich von Anfang an einen Stammplatz in der Mannschaft sichern und bestritt in seiner ersten Saison 2008/09 26 Spiele. Mit seinen neun Toren trug er wesentlich zum Gewinn des Meistertitels in der Regionalliga Mitte und damit zu Aufstieg in die Erste Liga bei.
Sein Debüt als Fußballprofi gab Omladič am 14. Juli 2009 bei der 0:4-Niederlage des TSV Hartberg beim Bundesliga-Absteiger SCR Altach. Seinen ersten Treffer als Fußballprofi erzielte er beim FC Lustenau 07, als er in der 79. Spielminute das 2:2-Unentschieden für den TSV Hartberg rettete. Am Ende der Saison 2009/10 hatte Omladič 30 Spiele und vier Tore aufzuweisen.
In der Saison 2010/2011 wechselte Omladič zum Oberligisten TuS Bad Gleichenberg.

## Persönliches
Sein jüngerer Bruder Nik spielte in Deutschland unter anderem für den F.C. Hansa Rostock.

## Erfolge
- Meistertitel in der Regionalliga Mitte 2008/09